# Issineru
Issineru je rijeka u Gvajani. Pritoka je rijeke Mazaruni i pripada porječju rijeke Essequibo.